# Christo Tatartschew

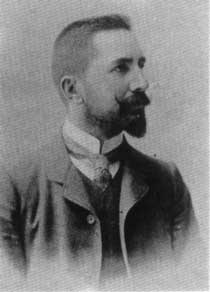
Christo Tatartschew

Christo Nikolow Tatartschew (auch Hristo Nikolov Tatarčev geschrieben, bulgarisch Христо Николов Татарчев; * 16. Dezember 1869 in Resen, Osmanisches Reich (heute in Nordmazedonien); † 5. Januar 1952 in Turin, Italien) war ein bulgarischer Arzt und Revolutionär, Gründer und Mitglied der Inneren Makedonisch-Adrianopeler Revolutionären Organisation (IMARO). Tatartschew verfasste zwischen dem Ersten und Zweiten Weltkrieg mehrere politisch-journalistische Werke.

## Leben
Tatartschew wurde in Resen im Osmanischen Reich (heute Nordmazedonien) als Sohn einer wohlhabenden Familie geboren. Sein Vater Nikola Tatartschew war ein erfolgreicher Kaufmann und führendes Mitglied der bulgarischen Exarchistengemeinde in Resen, seine Mutter Katerina entstammte einer angesehenen Familie. Christo Tatartschew erhielt seine erste Schulausbildung in Resen, zog dann nach Ostrumelien und studierte in Brazigovo (1882) und schließlich an der weiterführenden Schule für Jungen in Plowdiw (1883–1887). Zu dieser Zeit beteiligte er sich an der Vereinigung Bulgariens und trat einer Studentenlegion bei, die am Serbisch-Bulgarischen Krieg von 1885 teilnahm. Tatartschew wurde wegen „Gehorsamsverweigerung“ von der Schule verwiesen und zog nach Rumänien, wo er seine weiterführende Schulbildung fortsetzte. Später studierte er Medizin an der Universität Zürich (1887–1890) und schloss sein Medizinstudium an der Friedrich-Wilhelms-Universität zu Berlin ab (Juli 1892). Er zog 1892 nach Thessaloniki, wo er als Arzt an der örtlichen bulgarischen Sekundarschule für Jungen arbeitete.
Er war Gründungsmitglied der Inneren Makedonisch-Adrianopeler Revolutionären Organisation (IMARO), die am 23. Oktober 1893 in Thessaloniki gegründet wurde. Im folgenden Jahr wurde er zum Präsidenten des Zentralkomitees der IMARO gewählt. Tatartschew nahm 1896 am Kongress der IMARO in Thessaloniki teil.

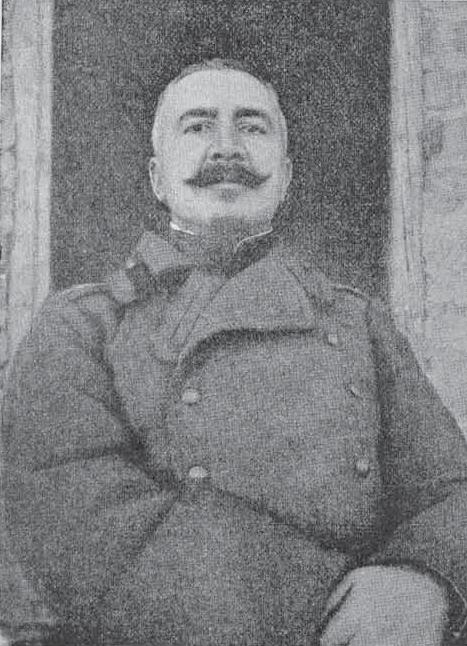
Christo Tatartschew als Regimentsarzt in der bulgarischen Armee während des Ersten Weltkriegs

Anfang 1901 wurde er von den osmanischen Behörden gefasst und für fünf Jahre in die kleinasiatische Burg Bodrum verbannt. Obwohl er am 19. August 1902 freigelassen wurde, gab Tatartschew den revolutionären Kampf nicht auf und wurde im August 1902 Vertreter des Auswärtigen Komitees der IMARO in Sofia. In dieser Funktion traf er den russischen Außenminister Wladimir Lamsdorf (1845–1907) zusammen, der Ende 1902 in Bulgarien eingetroffen war. Tatartschew legte Lamsdorf einen von der IMARO entworfenen Reformplan für Makedonien vor. Zusätzlich organisierten sie ein Treffen, um die revolutionären Ideen zu besprechen, die zu einem erfolgreichen Aufstand führen könnten.
Während des Ilinden-Preobraschenie-Aufstands von 1903 leitete Tatartschew den revolutionären Kampf, da sich die Emigrantenvertretung als einziges Leitungsgremium der Organisation herausstellte. Nach dem Aufstand geriet er in Konflikt mit den Anhängern von Jane Sandanski und nahm nicht an den Aktivitäten der IMARO auf dem Kjustendil-Kongress im März 1908 teil, wo er zum Berater des Auswärtigen Ausschusses der IMARO ernannt wurde. Nach der Jungtürkenrevolution unterstützte er offen die Union der bulgarischen Verfassungsclubs in Makedonien, beteiligte sich jedoch nicht an deren Aktivitäten. 1910 wurde er zum Reservemitglied des Zentralkomitees der IMARO gewählt. Als Bulgarien in die Balkankriege und den Ersten Weltkrieg eintrat, wurde Tatartschew als Regimentsarzt an die Front geschickt. Nach Kriegsende war er einer der Initiatoren der provisorischen Vertretung der ehemaligen IMARO.
Im Herbst 1920 trat er der Makedonischen Föderativen Organisation bei. Kurz darauf musste Tatartschew aufgrund erheblicher Meinungsverschiedenheiten zwischen ihm und dem damaligen IMRO-Vorsitzenden Todor Alexandrow nach Italien auswandern. Dort verfasste er seine Memoiren und schrieb bis zum Zweiten Weltkrieg Artikel für die Zeitungen „Makedonija“, „Zarja“ und „Vardar“. In seinen Zeitungen kritisierte er die serbische und jugoslawische Regierung aktiv für die Serbisierung der makedonischen Slawen. Tatartschew wurde ein enger Freund des neuen IMRO-Führers Iwan Michajlow. Während des Zweiten Weltkriegs, als Makedonien von Bulgarien annektiert wurde (1941–1944), lebte er kurzzeitig in seiner Heimatstadt Resen. Später kehrte er nach Sofia zurück, zog aber 1943 nach den Bombenangriffen dort nach Nowa Sagora. Das NS-Regime boten ihm 1944 an, Präsident des Unabhängigen Staates Mazedonien zu werden, doch er lehnte ab, da die Rote Armee in Bulgarien einmarschierte. Bulgarien befahl seinen Truppen außerdem, sich auf den Abzug aus dem ehemaligen Jugoslawien vorzubereiten. Nach dem Ende des Zweiten Weltkriegs wurden er und seine Familie von den Behörden der Volksrepublik Bulgarien und der Föderative Volksrepublik Jugoslawien verfolgt. So kehrte Tatartschew nach Turin zurück, wo er auch mit Iwan Michajlow kommunizierte, der ebenfalls nach Italien zog. Er starb am 5. Januar 1952.

### Verwandte

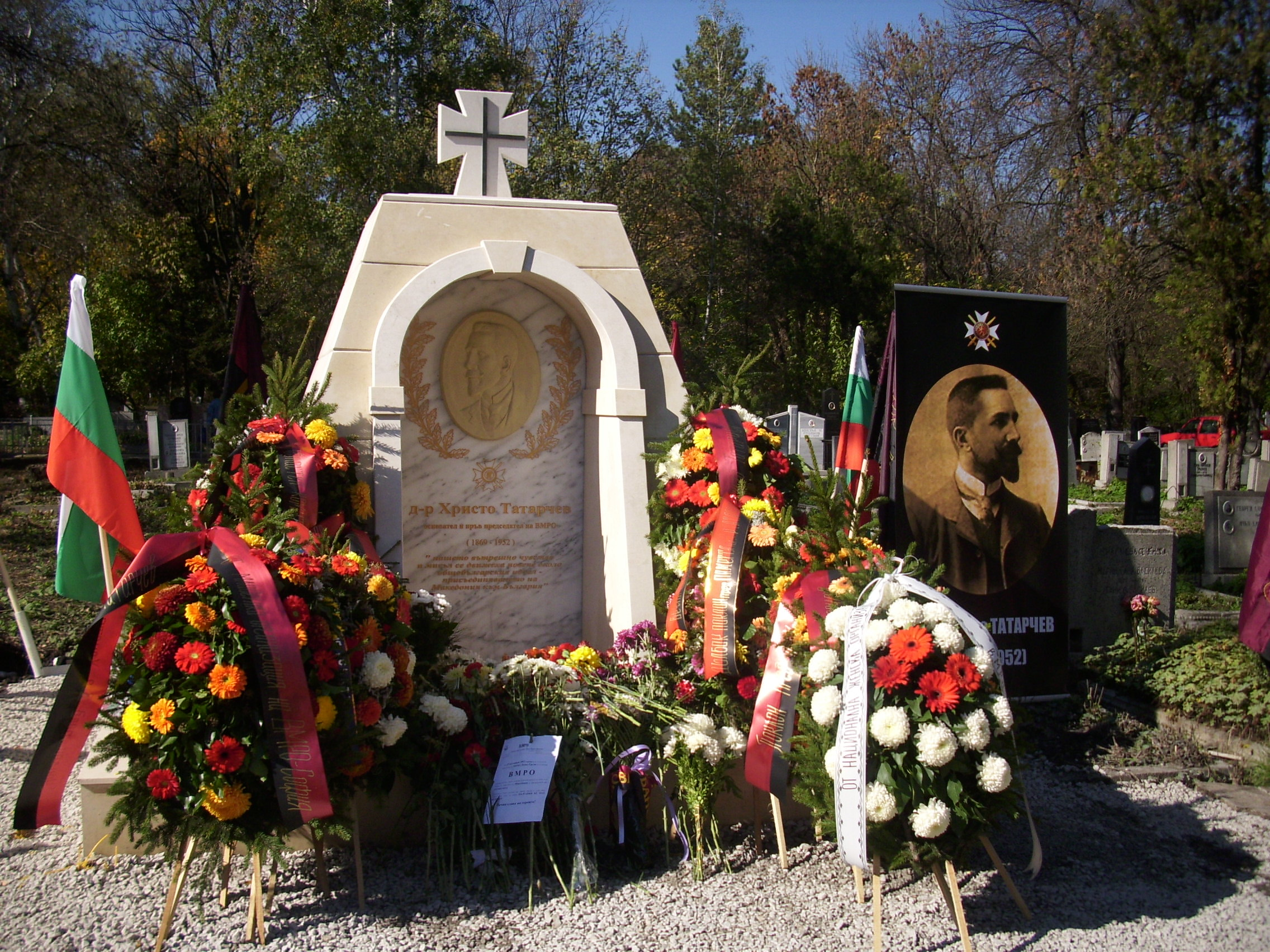
Christo Tatarschews Grab in Bulgariens Hauptstadt Sofia

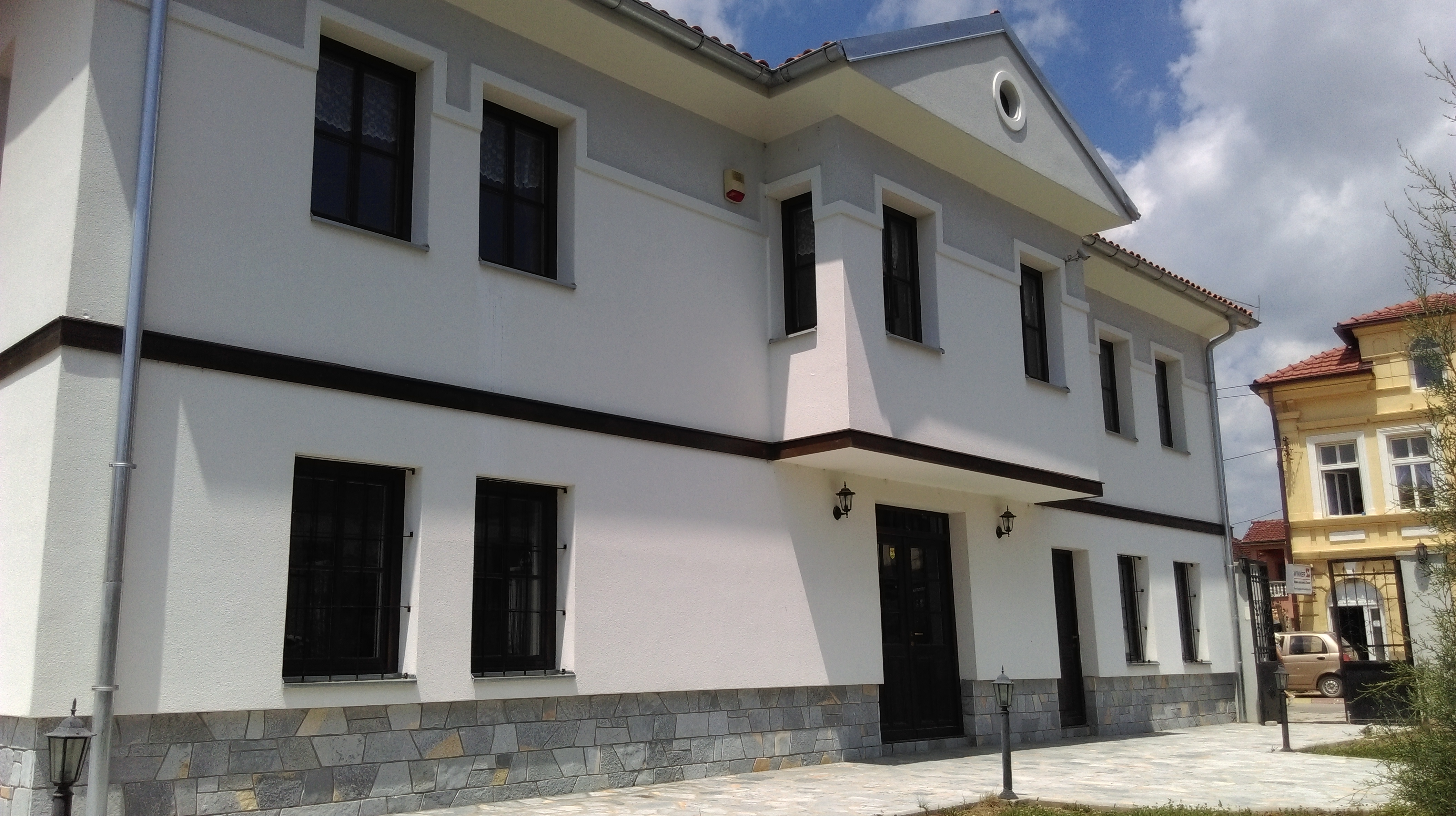
Christo-Tatarschew-Gedenkhaus in Resen, Nordmazedonien

Tatartschews Verwandte engagierten sich ebenfalls in der makedonischen Revolutionsbewegung. Sein Bruder Michail Tatartschew war Aktivist der IMRO und Bürgermeister von Resen während der bulgarischen Besatzung Serbiens im Ersten Weltkrieg.  Sein Neffe, Asen Tatartschew, war in der Zwischenkriegszeit ebenfalls Aktivist der IMRO. 1946 wurde er von den jugoslawischen Behörden wegen Kollaboration mit den bulgarischen Besatzungsbehörden im Zweiten Weltkrieg zum Tode verurteilt, später in lebenslange Haft umgewandelt.
Tatartschews Großneffe, Iwan Tatartschew, wurde nach dem Fall des Kommunismus bulgarischer Generalstaatsanwalt und in den 1990er Jahren zum Ehrenvorsitzenden der IMRO – Bulgarische Nationale Bewegung gewählt.

## Nachleben
Im Dezember 2009 wurden seine sterblichen Überreste von der VMRO-BND von Turin nach Bulgarien überführt. Tatartschews Umbettung fand am 23. Oktober 2010 im Sofioter Zentralfriedhof statt, genau 117 Jahre nach der Gründung der IMARO.
Seit 2013 ist der Tatartschew-Nunatak in der Antarktis nach ihm benannt.
Am 4. April 2016 wurde das neue Christo-Tatartschew-Gedenkhaus in seiner Heimatstadt Resen im heutigen Nordmazedonien eröffnet. Es wurde zuvor 2004 abgerissen. Das Gedenkhaus verfügt über originale Faksimile, Briefe, Postkarten und Telegramme. Darunter befindet sich die erste Seite von Christo Tatartschews Doktorarbeit und seine Biografie, die auf der letzten Seite des Werks abgedruckt ist. Ebenfalls ausgestellt sind Postkarten, die er aus Turin, Italien, an seine Familie schickte. Zudem ist ein Eid der Inneren Makedonisch-Adrianopeler Revolutionären Organisation (IMARO) ausgestellt. Im Gedenkhaus befinden sich zudem noch Wachsfiguren von acht Revolutionären: Christo Tatartschew, Damjan Gruew, Anastas Losantschew, Atanas Murdschew, Georgi Peschkow, Trajko Kitantschew, Andrej Schaptschow und Simeon Radew.